# Manuel Hill
Manuel Hill (* 1986 in Brühl) ist ein deutscher Schauspieler, Musiker und Kameramann.

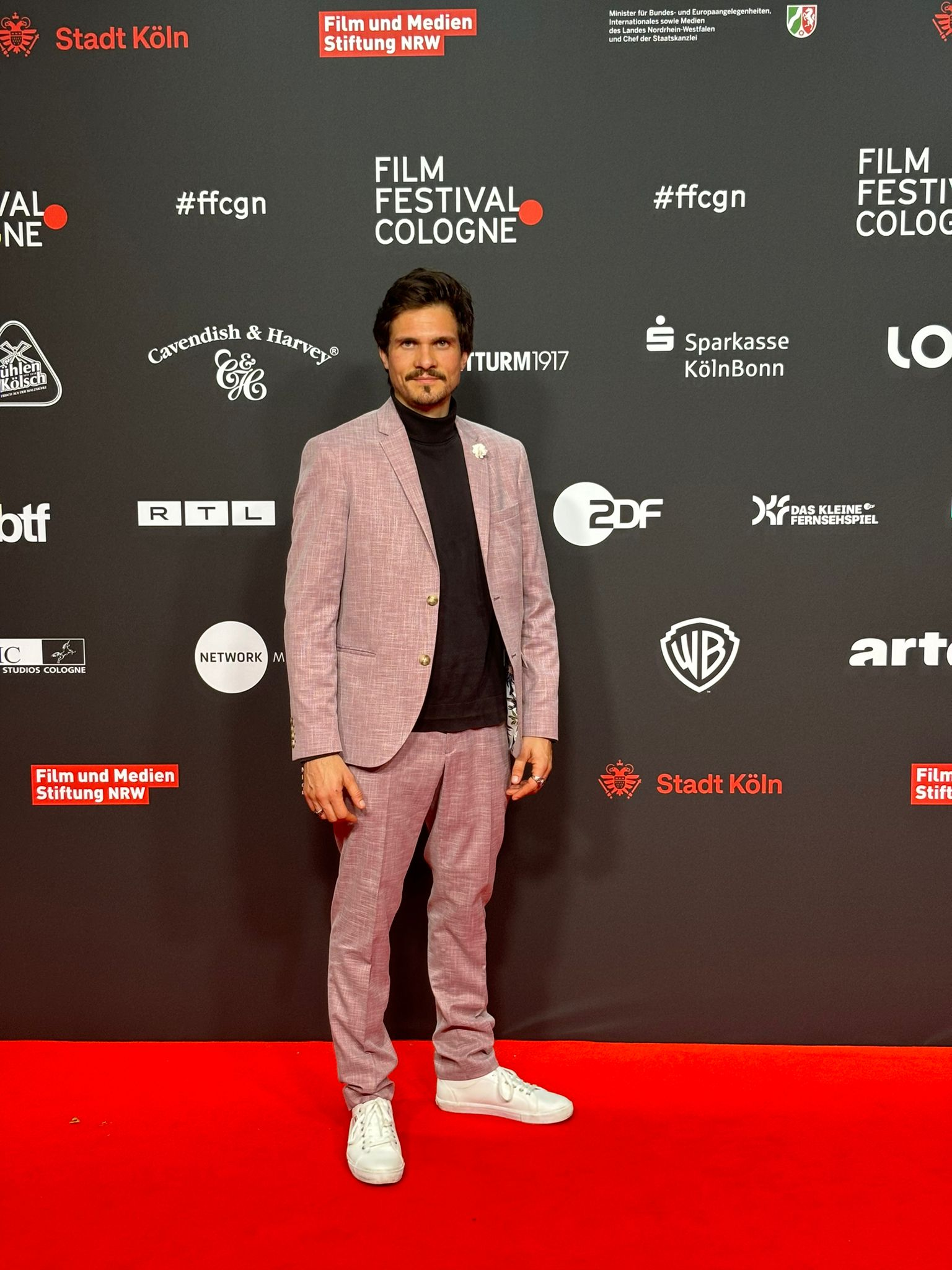
Eröffnung Filmfestival Cologne (2024)

## Leben
Manuel Hill wuchs in der Eifel, in Köln und in Hamburg auf.
In seiner Kindheit spielte er Geige und Didgeridoo, fand seine musikalische Berufung aber im experimentellen Musizieren, stark geprägt durch Rap.
Von 2013 bis 2016 absolvierte Hill eine Schauspielausbildung an der Schule für Schauspiel Hamburg, an der er u. a. von der Schauspielerin Marie Bäumer und dem Schauspieler Neil Malik Abdullah unterrichtet wurde.
Während der Ausbildung verkörperte er an der Studiobühne unter anderem die Titelrolle König Drosselbart, Pater Lorenzo in Romeo und Julia und Graf Leandro in Das Kaffeehaus.
Er ist Mitglied im Bundesverband Schauspiel (BFFS) und bei PottCast.NRW.
Manuel Hill arbeitet ebenfalls als freier Kameramann und Autor, überwiegend im Lokalsport Ruhrgebiet.

## Filmografie (Auswahl)

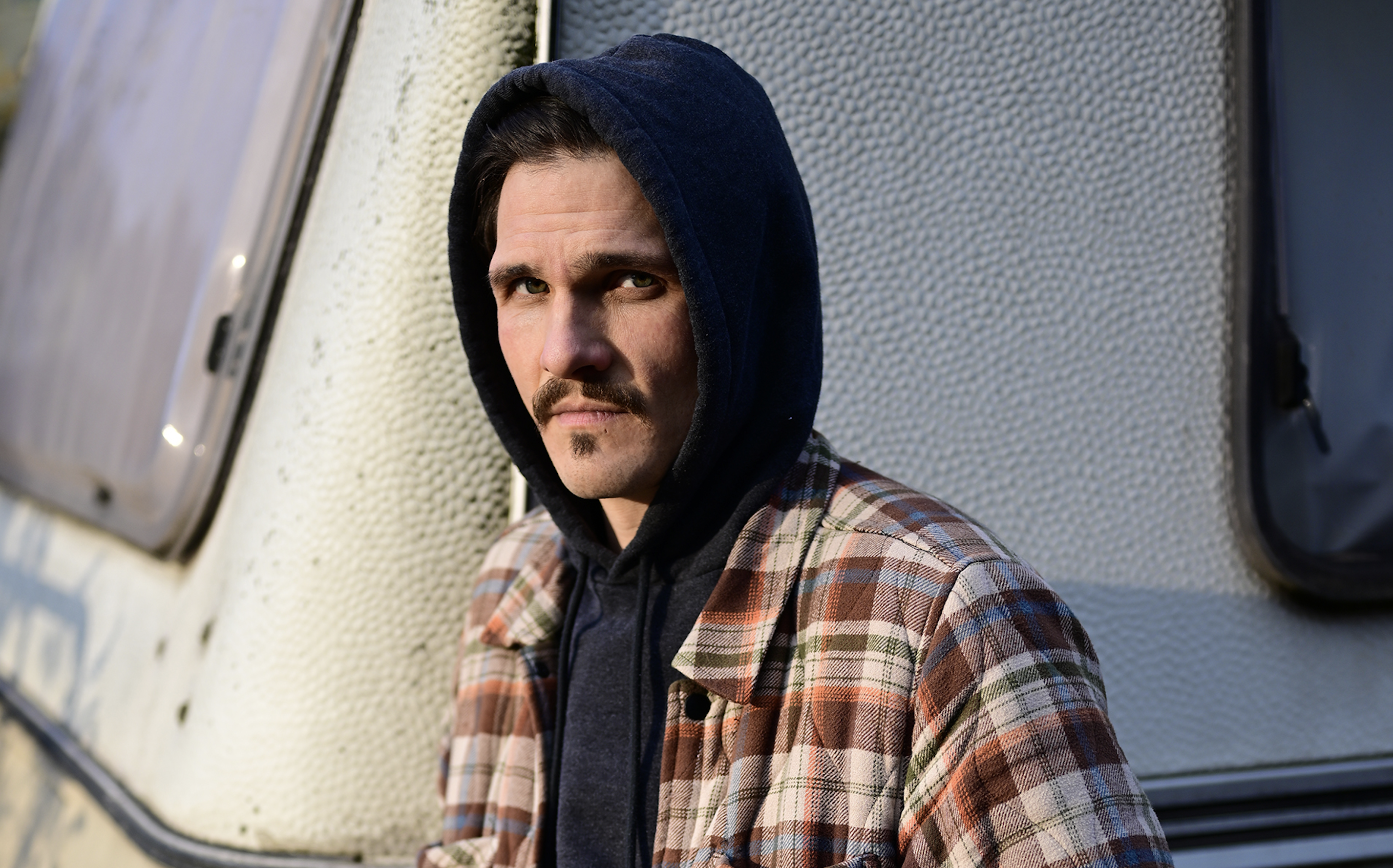
Manuel Hill (2023)

- 2012: Geliebte Feinde – Die Deutschen und die Franzosen (Dokumentation)
- 2018: Fischer sucht Frau (TV-Film)
- 2019: Gamble (Kurzfilm)
- 2019: X-Factor – Das Unfassbare kehrt zurück (TV-Serie)
- 2020: SOKO Köln (TV-Serie)
- 2020: Die Pfefferkörner (TV-Serie)
- 2021: Das Zeitsparbuch (Kurzfilm)
- 2021: Hype (Serie)
- 2022: Tatort Reeperbahn – Der Auftragskiller (Doku-Spielfilm)

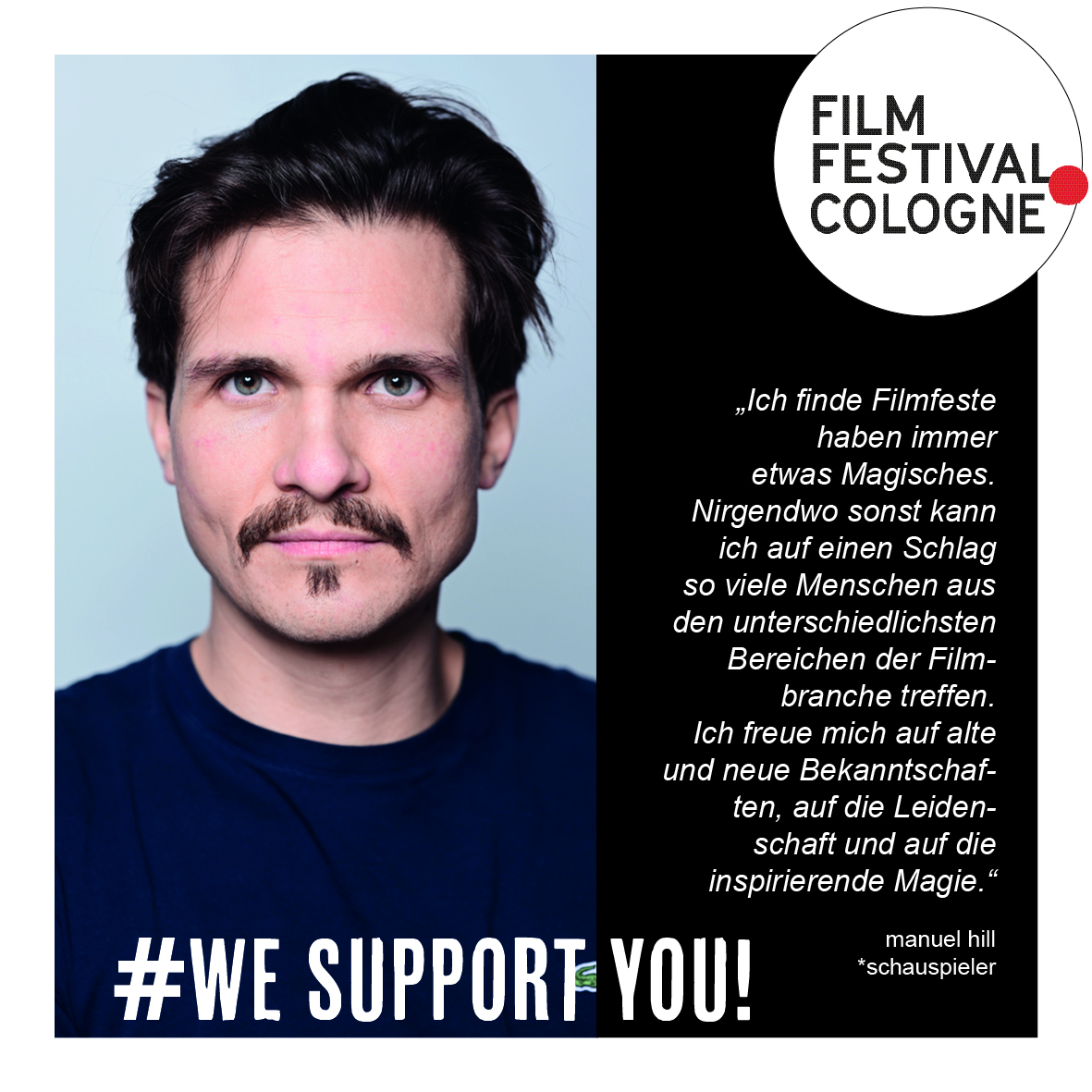
1. WeSupportYou-Initiative in Zusammenarbeit mit PottCastNRW und FFCGN (2023)

- 2022: WaPo Duisburg (TV-Serie)#WeSupportYou-Initiative in Zusammenarbeit mit PottCastNRW und FFCGN (2023)2023: Rentnercops (TV-Serie)  2024 Life is about losing everything (internationaler Doku-Spielfilm / Kunstfilm)  2024 One World, One Love (Kurzfilm)  2024 Die Öko-WG (Kurzfilm)
- 2024 Für alle Fälle Familie (TV-Serie)

## Bühne
- 2018: Der gestiefelte Kater / Rolle: König/Zauberer, Hoftheater Ottensen (Regie: Franz Breit)
- 2018: Katze Bartputzer erkundet das Wetter / Rolle: Kuckuck Simsala/Heini Hase, Europäisches Klassikfestival Ruhr (Regie: Miriam Baghai-Thordsen)[4]
- 2019–2020: Ronja Räubertochter / Rolle: Glatzen-Per, Allee-Theater (Regie: Sascha Mink)[5]
- 2020: Rumpelstilzchen – total versponnen / Rolle: Rumpelstilzchen, Allee-Theater (Regie: Sascha Mink)[6]

## Musikvideos (Auswahl)/
- 2015: Janina Rockt! – Du rufst an
- 2019: MOA – Du weißt es
- 2020: Betontod – Zurück in Schwarz

## Auszeichnungen
- 2023: Goldener Delfin Internationale Filmfestspiele von Cannes, Ensemblepreis für "Der Auftragskiller", die beste Dokumentation, International